# Алтуна (Флорида)
Алтуна (англ. Altoona) — статистически обособленная местность, расположенная в округе Лейк (штат Флорида, США) с населением в 88 человек по статистическим данным переписи 2000 года.

## География
По данным Бюро переписи населения США, статистически обособленная местность Алтуна имеет общую площадь в 1,29 квадратных километров, из которых 1,04 кв. километров занимает земля и 0,26 кв. километров — вода. Площадь водных ресурсов округа составляет 20,16 % от всей его площади.
Статистически обособленная местность Алтуна расположена на высоте 30 м над уровнем моря.

## Демография
По данным переписи населения 2000 года, в Алтунe проживало 88 человек, 26 семей, насчитывалось 39 домашних хозяйств и 49 жилых домов. Средняя плотность населения составляла около 68,22 человек на один квадратный километр. Расовый состав населённого пункта распределился следующим образом: 98,86 % белых, 1,14 % — других народностей. Испаноговорящие составили 1,14 % от всех жителей статистически обособленной местности.
Из 39 домашних хозяйств в 20,5 % воспитывали детей в возрасте до 18 лет, 61,5 % представляли собой совместно проживающие супружеские пары, в 5,1 % семей женщины проживали без мужей, 30,8 % не имели семей. 28,2 % от общего числа семей на момент переписи жили самостоятельно, при этом 2,6 % составили одинокие пожилые люди в возрасте 65 лет и старше. Средний размер домашнего хозяйства составил 2,26 человек, а средний размер семьи — 2,78 человек.
Население статистически обособленной местности по возрастному диапазону по данным переписи 2000 года распределилось следующим образом: 19,3 % — жители младше 18 лет, 8,0 % — между 18 и 24 годами, 33,0 % — от 25 до 44 лет, 26,1 % — от 45 до 64 лет и 13,6 % — в возрасте 65 лет и старше. Средний возраст жителей составил 40 лет. На каждые 100 женщин в Алтунe приходилось 91,3 мужчин, при этом на каждые сто женщин 18 лет и старше приходилось 102,9 мужчин также старше 18 лет.
Средний доход на одно домашнее хозяйство статистически обособленной местности составил 27 143 доллара США, а средний доход на одну семью — 58 750 долларов. При этом мужчины имели средний доход в 22 000 долларов США в год против 40 417 долларов среднегодового дохода у женщин. Доход на душу населения статистически обособленной местности составил 27 143 доллара в год. Все семьи имели доход, превышающий уровень бедности.